# جائزة إسبانيا الكبرى 2013
جائزة إسبانيا الكبرى 2013 (بالإنجليزية: 2013 Spanish Grand Prix)‏ هو سباق فورمولا 1 أقيم بتاريخ 12 مايو 2013 في حلبة دي كاتلونيا، برشلونة، إسبانيا. كان الخامس من أصل 19 في بطولة العالم لسباقات الفورمولا واحد موسم 2013. حلّ الإسباني فرناندو ألونسو أولا بينما جاء الفنلندي كيمي رايكونن في المركز الثاني وحصل على المركز الثالث البرازيلي فيليبي ماسا.